# Sagaing District
Sagaing District är ett distrikt i Myanmar.   Det ligger i regionen Sagaingregionen, i den centrala delen av landet, 260 km norr om huvudstaden Naypyidaw.